# アキバ・トリム
アキバ・トリム (AKIBA TOLIM) は、東京都千代田区神田佐久間町一丁目にある商業施設。首都圏新都市鉄道つくばエクスプレス(TX)秋葉原駅の駅ビルである。阪急阪神ビルマネジメント株式会社が管理・運営する。

## 概要
1975年に廃止された秋葉原貨物駅跡地の一部をつくばエクスプレス秋葉原駅の用地のために阪急阪神ホールディングスが日本鉄道建設公団から買い取り、首都圏新都市鉄道と共同で再開発した、地上18階・地下2階の「TX秋葉原阪急ビル」の地下1階から地上6階部分にアキバ・トリムが入居し、地上6階から地上18階には阪急グループのホテルレム秋葉原が入居する。
秋葉原のオフィスワーカー、特に女性 (OL) をメインターゲットとしており、秋葉原においては特異な店舗構成となっている。

## フロア
- 6階-18階 レム秋葉原
  - 7階-18階 客室
  - 6階 フロント・ロビー
- 地下1階・1階-6階 AKIBA TOLIM
  - 5階-6階 レストランフロア
  - 4階 ユニクロアキバトリム店 - 2009年3月まではブックファースト秋葉原店が入居していた。
  - 3階 無印良品アキバ・トリム店
  - 2階 バラエティフロア
  - 1階 ユーティリティフロア
    - TXプラザ秋葉原
    - TX秋葉原駅A1出口
    - JR秋葉原駅中央改札口と連絡
    - 東西連絡通路（アキバセレクト館）を介して電気街口方面と連絡

  - 地下1階  - 秋葉原内科シンシアクリニック、ウィーズファーマシー アキバ・トリム - 2010年3月まではKYOSHO AKIHABARA（ラジコンバー）が、過去にはミュゼプラチナム（脱毛サロン）が入居していた。
    - TX秋葉原駅連絡通路